# امیر شروان
امیر شروان (زاده ۱۳۱۰ – درگذشته ۱۱ آبان ۱۳۸۵) کارگردان، فیلم‌نامه‌نویس، تهیه‌کننده و هنرپیشه اهل ایران بوده است.

## فیلم‌شناسی

### بازیگر
- زمزمه محبت (۱۳۴۴)
- عروس دجله (۱۳۳۳)

### کارگردان
- پلیس سامورایی (۱۳۷۰)
- کولی (۱۳۶۹)
- یاغیان جوان (۱۳۶۸)
- کشتن به سبک آمریکایی (۱۳۶۷)
- پلیس هالیوود (۱۳۶۶)
- روزهای بی‌خبری (۱۳۵۸)
- جاهل و محصل (کامل نشد یا به نمایش درنیامد) (۱۳۵۷)
- آقای لر به شهر می‌رود (۱۳۵۶)
- روزهای بی‌خبری (۱۳۵۶)
- نان و نمک (۱۳۵۶)
- همراهان (۱۳۵۶)
- بابا گلی به جمالت (۱۳۵۵)
- عنتر و منتر (۱۳۵۵)
- اخم نکن سرکار (۱۳۵۴)
- دو آقای با شخصیت (۱۳۵۴)
- قسم (۱۳۵۴)
- ترکمن (۱۳۵۳)
- تیغ آفتاب (۱۳۵۲)
- کاکا سیاه (۱۳۵۲)
- ناخدا (۱۳۵۲)
- خاطرخواه (۱۳۵۱)
- عباسه و جعفر برمکی (۱۳۵۱)
- درختان ایستاده می‌میرند (۱۳۵۰)
- یک مرد یک شهر (۱۳۵۰)
- آدم و حوا (۱۳۴۹)
- قسمت (۱۳۴۹)
- مالک دوزخ (۱۳۴۸)
- دزد سیاهپوش (۱۳۴۷)
- زنی به نام شراب (۱۳۴۶)
- مردی از اصفهان (۱۳۴۶)
- زمزمه محبت (۱۳۴۴)

### نویسنده
- آقای لر به شهر می‌رود (۱۳۵۶)
- روزهای بی‌خبری (۱۳۵۶)
- بابا گلی به جمالت (۱۳۵۵)
- خاطرخواه (۱۳۵۱)
- یک مرد یک شهر (۱۳۵۰)
- آدم و حوا (۱۳۴۹)
- قسمت (۱۳۴۹)
- مالک دوزخ (۱۳۴۸)
- دزد سیاهپوش (۱۳۴۷)
- زنی به نام شراب (۱۳۴۶)
- مردی از اصفهان (۱۳۴۶)
- عصیان (۱۳۴۵)
- زمزمه محبت (۱۳۴۴)
- دزد بندر (۱۳۳۴)

### تهیه‌کننده
- آقای لر به شهر می‌رود (۱۳۵۶)
- ناخدا (۱۳۵۲)